# 馬路石邊神社
馬路石邊神社（うまじいそべじんじゃ）は、滋賀県守山市にある神社。式内社で、旧社格は郷社。神紋は「木瓜」。

## 祭神
主祭神は以下の2柱。
- 建速須佐之男命
- 大己貴命

## 歴史
天武天皇の御代である白鳳3年（663年）に創祀され、朱鳥元年（686年）に大己貴命を合祀したと伝わる。往古、馬道郷を拠点とする豪族であった石辺君氏が氏神として奉斎した神社である。
平安時代中期の『延喜式神名帳』には「近江国野洲郡 馬路石邊神社」と記載され、式内社に列している。中世には田中荘の鎮守社として「田中大明神」・「田中天王社」と呼ばれた。
戦国期には六角氏の崇敬を受けたが、元亀・天正の争乱により社殿等を失った。江戸時代に入り再建され、現在の社殿は文久2年（1862年）のものである。
明治9年（1876年）近代社格制度において村社に列し、明治14年に郷社に昇格した。

## 境内

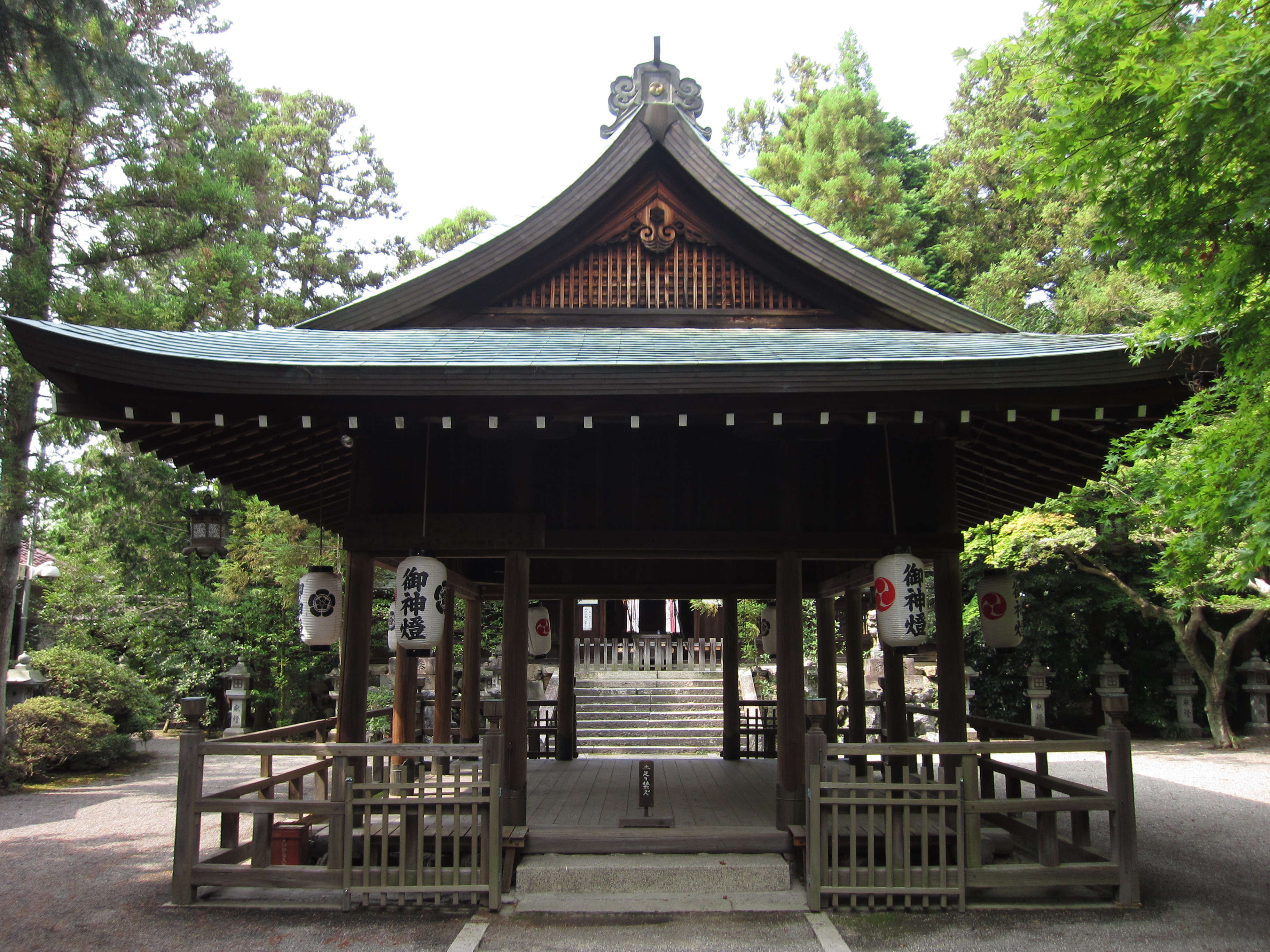
拝殿
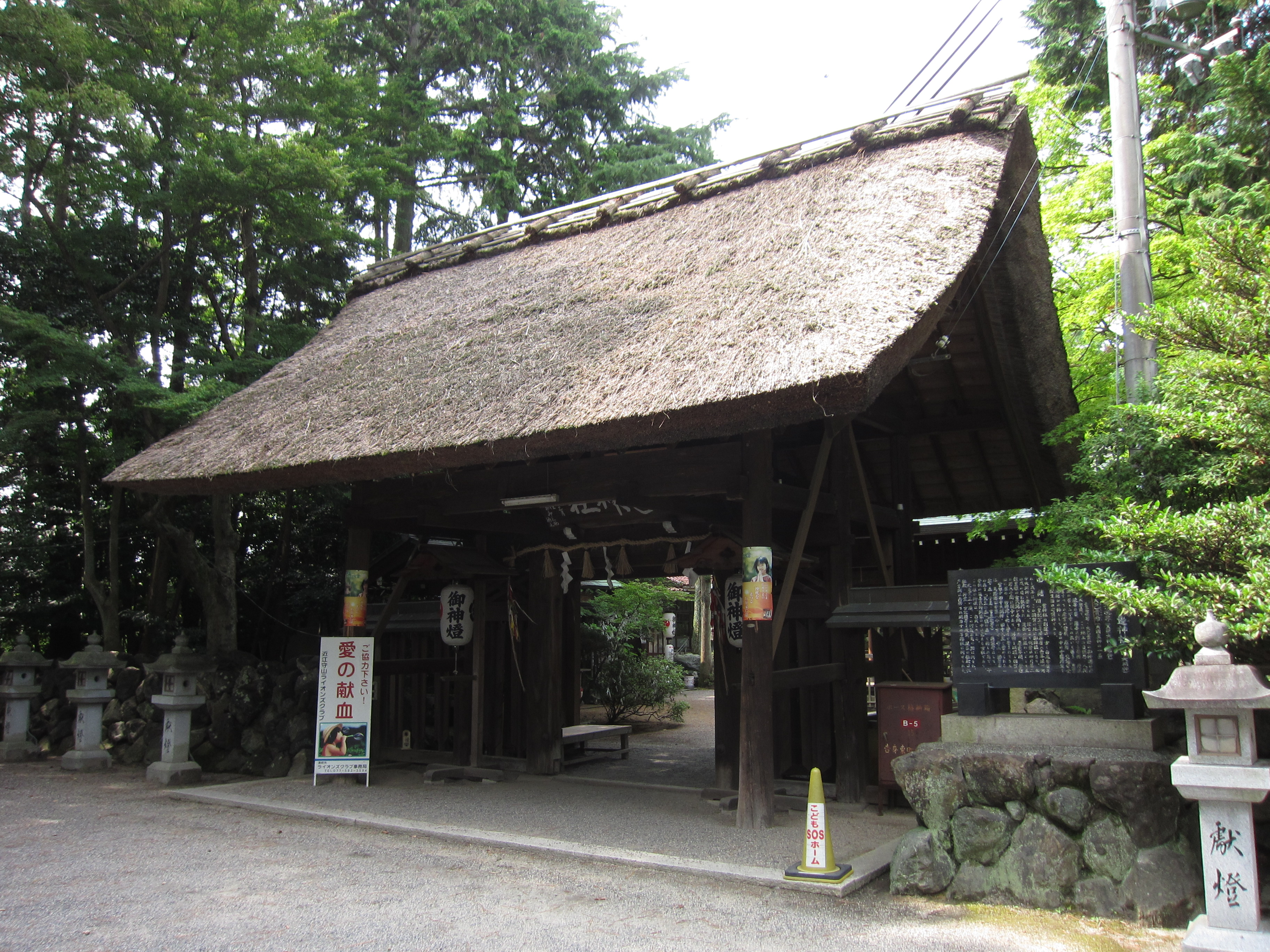
神門
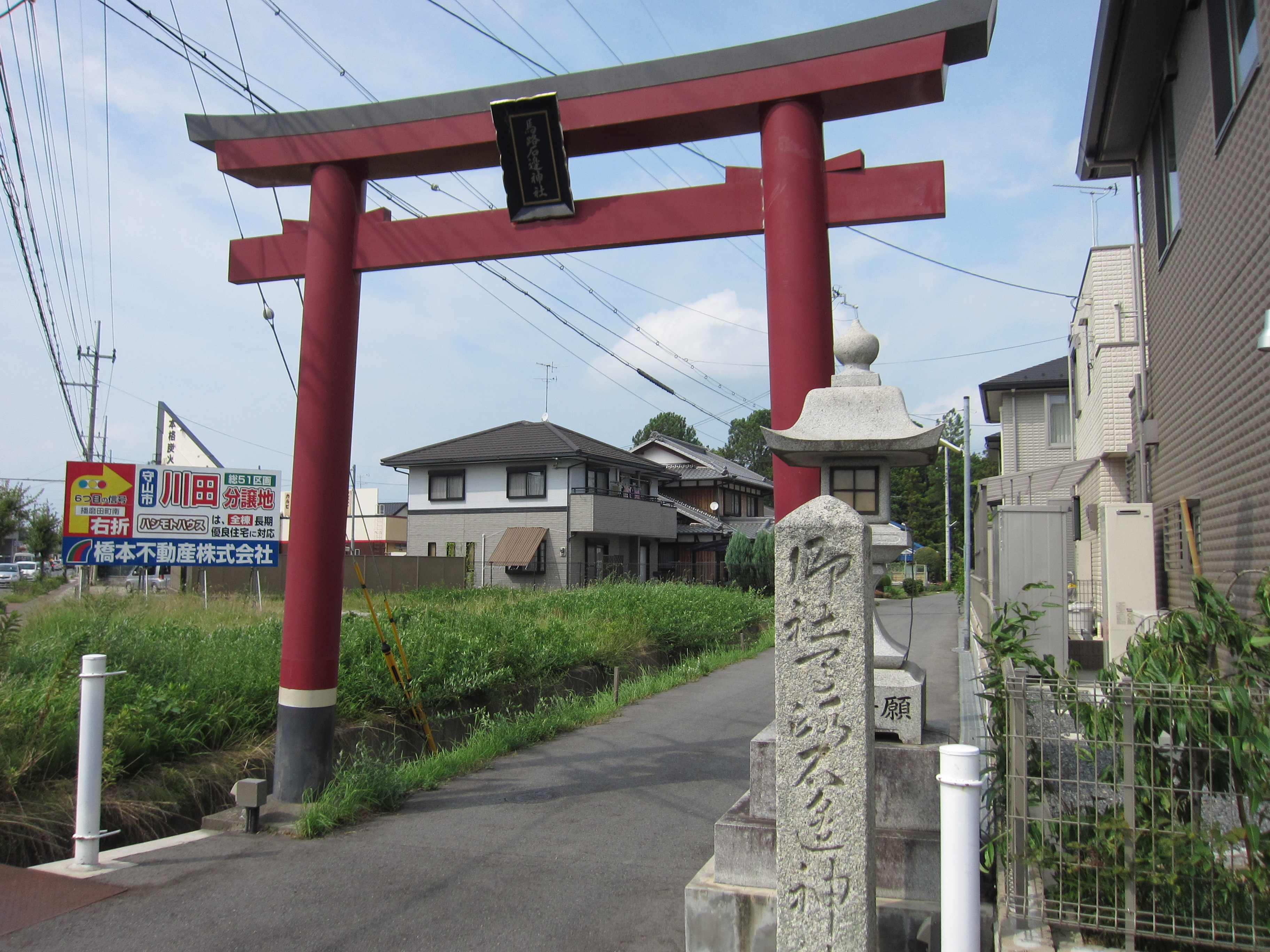
鳥居

現在の社殿は、文久2年（1862年）造営。
参道途中には、神輿を埋めたとされる神輿塚が立つ。

## 摂末社
摂末社は、境内の東方に集めて建てられている。
- 事代主神社 - 祭神：事代主命

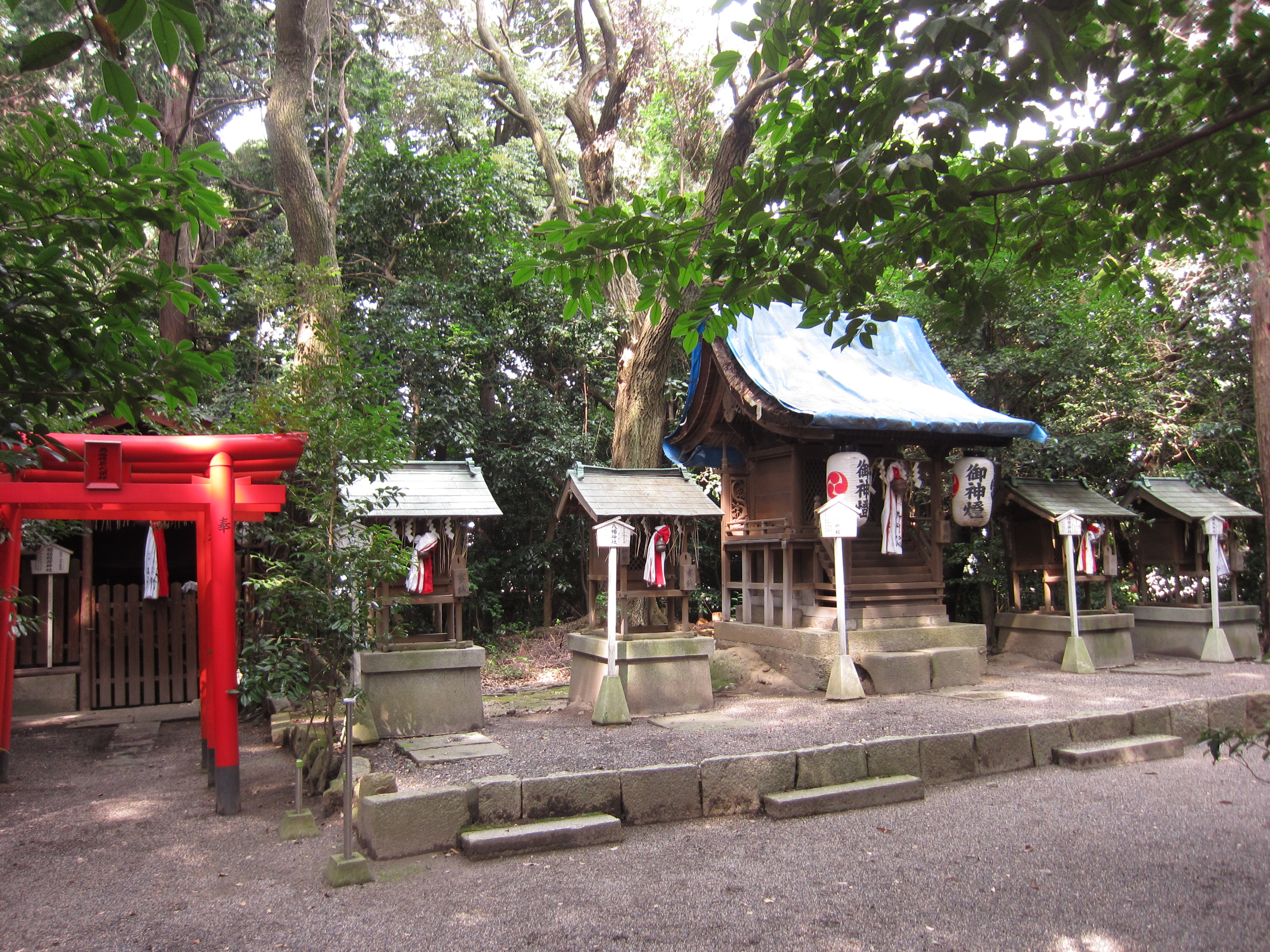
摂末社

- 住吉神社 - 祭神：底筒男命・井筒男命・表筒男命
- 神明神社 - 祭神：天照皇大御神
- 八幡神社 - 祭神：誉田別尊
- 山王神社 - 祭神：大山咋命
- 稲荷神社 - 祭神：宇迦之御魂命
- 愛宕神社 - 祭神：火産霊神

## 主な祭事
- 春祭（5月4日・5月5日）[1]
5月5日に豊年踊（守山市指定無形民俗文化財）の奉納が行われる[1]。
- 秋祭（10月第三土曜日）[1]
そうもく千燈（狂言奉納）が行われる[1]。

## 現地情報
所在地
- 滋賀県守山市吉身4丁目4-1

交通アクセス
- 最寄駅：JR西日本琵琶湖線 守山駅 （徒歩約15分）